# 蚌埠学院
蚌埠学院（英文：Bengbu University），是中华人民共和国安徽省蚌埠市的一所全日制公办普通本科院校。

## 历史
蚌埠学院前身为创建于1982年的蚌埠教育学院、创建于1989年的蚌埠高等专科学校、创建于1997年的蚌埠职工大学，2007年4月经教育部批准三校合并升格并定名为蚌埠学院。
2004年5月，教育部批准在蚌埠高等专科学校、蚌埠教育学院、蚌埠职工大学3所专科院校的基础上筹建蚌埠学院，筹建期为2年。2007年1月，获全国高校设置评议委员会全票通过，蚌埠学院正式建校。2011年9月，学校管理体制由“省市共建、市管为主”上划为“省市共建、省管为主”。

## 现状

### 院系专业
学校现有13个二级学院（教学部），开设本科专业51个，其中省级特色专业6个，省级综合改革试点专业12个，省级卓越人才教育培养计划试点专业6个，省级人才创新试验区专业2个。
- 机械与车辆工程学院
- 电子与电气工程学院
- 食品与生物工程学院
- 计算机工程学院
- 材料与化学工程学院
- 理学院
- 经济与管理学院
- 艺术设计学院（现代艺术中心）
- 外国语学院
- 文学与教育学院
- 音乐与舞蹈学院
- 马克思主义学院
- 体育教学部

### 师生概况
学校现有教职工883人，专任教师665人，其中副高及以上专业技术职称教师203人，硕士及以上学位教师490人。有全国优秀教师1人，享受国务院特殊津贴1人，安徽省教学团队7个，安徽省教学名师10人，安徽省教坛新秀17人。全日制在校生约15000人。

## 知名校友
- 刘伟：现任河南省政协主席，1986年毕业于中文专业。
- 张居淮：曾任安徽演艺集团董事长，1984年毕业于中文专业。